# 근흥초등학교
근흥초등학교는 대한민국 충청남도 태안군 근흥면 용신리에 있는 공립 초등학교이다.

## 학교 연혁
| 1921년 | 6월 18일  | 근흥공립보통학교(4년제) 인가          |
| 1938년 | 4월 1일   | 근흥공립심상소학교(6년제)로 개칭      |
| 1941년 | 4월 1일   | 근흥공립국민학교로 개칭               |
| 1949년 | 12월 28일 | 안흥국민학교 분리                     |
| 1969년 | 3월 1일   | 방두국민학교 분리                     |
| 1981년 | 3월 1일   | 병설유치원 개원                       |
| 1996년 | 3월 1일   | 근흥초등학교로 개칭                   |
| 2016년 | 2월 5일   | 제92회 졸업(졸업생 수 6,782명)        |
| 2016년 | 3월 2일   | 초등학교 6학급, 병설유치원 1학급 편성 |
| 2017년 | 2월 7일   | 제93회 졸업(졸업생 수 6,788명)        |
| 2017년 | 3월 2일   | 초등학교 6학급, 병설유치원 1학급 편성 |

## 참고 자료
- 근흥초등학교 - 한국교육학술정보원 학교알리미